# Сергейцев, Тимофей Николаевич
Тимофей Николаевич Сергейцев (род. 3 ноября 1963, Челябинск, РСФСР, СССР) — российский политтехнолог, пропагандист. Автор статьи «Что Россия должна сделать с Украиной?». Из-за вторжения России на Украину находится под международными санкциями всех стран Евросоюза, Канады и ряда других государств. 29 июля 2022 года объявлен в международный розыск за призывы к геноциду украинцев.

## Биография
Родился 3 ноября 1963 года в Челябинске. В 1980 году поступил на факультет общей и прикладной физики в Московский физико-технический институт.
Участник «методологического движения» Георгия Щедровицкого.
В 1990-е годы занялся политтехнологиями. В 1995 году руководил избирательной  губернаторской кампанией Московской области Валерия Гальченко, в 1996 году выиграл избирательную кампанию мэра Новороссийска, затем руководил избирательными кампаниями в Уссурийске и Находке.
В 2000-х годах работал в адвокатской коллегии «Мирзоев, Мостовой, Вайнер и партнеры».
С 1998 по 2000 годы консультировал проекты Виктора Пинчука, в том числе парламентскую предвыборную кампанию Пинчука 1998 года на Украине. Был членом Совета директоров группы Интерпайп. В 1999 году работал в предвыборной кампании действовавшего президента Украины Леонида Кучмы. В сентябре 2004 года был консультантом Виктора Януковича. В 2010 году работал с Арсением Яценюком. Являлся членом Зиновьевского клуба МИА «Россия сегодня» с момента основания. В 2011 году Сергейцев работал в штабе партии «Правое дело», когда её возглавлял предприниматель Михаил Прохоров. Как сообщает Der Tagesspiegel, Сергейцев поддерживает политическую партию «Гражданская платформа», финансируемую одним из олигархов из ближайшего окружения Путина.
В 2012 году выступил сопродюсером российского художественного фильма «Матч», который обвинили в украинофобии, а в 2014 году Госкино Украины запретило его как «пропагандистский».
С июля 2014 года работал в издании «РИА Новости».
В сентябре 2014 года написал статью «Зачем жил ГП», посвященную основателю «методологического движения» Г. П. Щедровицкому, которую закончил словами

Мы листья пальмы заменили вербой.

Враги ценней друзей. И мы станцуем вальс

Большой войны. И летчик Аненербе

Оставит мне свой летный аусвайс.

Автор книг «Судьба империи. Русский взгляд на европейскую цивилизацию», «Мировой кризис. Восток и запад в новом веке» и «Судьба империи»; один из авторов книги «Идеология русской государственности».
Был одним из руководителей избирательных кампаний Виктора Пинчука (парламентские выборы на Украине в 1998 году, Днепропетровск), Леонида Кучмы (президентские выборы 1999 года), Николая Ганзы (президентские выборы в Удмуртии, 2000 год), Михаила Николаева и Вячеслава Штырова (президентские выборы в Якутии, 2001 год), Сергея Касьянова (парламентские выборы на Украине в 2002 году, Днепропетровская область). В сентябре 2004 года консультировал Виктора Януковича (выборы президента Украины 2004 года). В 2009 году — один из руководителей избирательной кампании Арсения Яценюка (президентские выборы 2010 года). В 2011 году участвовал в кампании Михаила Прохорова и партии «Правое дело».
10 апреля 2021 года написал для РИА «Новости» статью «Какая Украина нам не нужна», а 3 апреля 2022 года аналогичную статью «Что Россия должна сделать с Украиной», в которой повторял тезисы Путина о денацификации Украины и призывал к геноциду украинцев и которая вызвала широкий межуднародный резонанс.
26 сентября 2023 года неизвестные оставили под дверью квартиры Сергейцева свиную голову.

## Санкции
С 3 июня 2022 года, как российский пропагандист, внесён в санкционные списки всех стран Евросоюза, так как «он является центральной фигурой в государственной пропаганде и автором статей, отрицающих право Украины на государственность и призывающих к денацификации, а также „деукраинизации“ страны, продвигая идею о том, что Украина должна стать неотъемлемой частью России».
14 октября 2022 года внесён в санкционный список Канады «российских агентов дезинформации» за «создание условий и поддержку неоправданного вторжения России и попытки аннексии украинской территории».
17 июля 2023 года попал в санкционный список Великобритании как российский пропагандист, «ответственный за распространение отвратительной пропаганды, направленной на разжигание насилия и ненависти к Украине и её народу».
По аналогичным основаниям был внесён в санкционные списки Украины, Швейцарии.
В апреле 2022 года немецкий депутат бундестага от Христианско-демократического союза (ХДС) Томас Хайльман подал жалобу в берлинскую прокуратуру на Сергейцева из-за его публикации статьи «Что Россия должна сделать с Украиной?». По мнению депутата, пропагандистская статья нарушает Конвенцию о предупреждении геноцида.

## Книги
- Сергейцев Т., Куликов Д., Валитов И. Судьба империи. Русский взгляд на европейскую цивилизацию. — Эксмо, 2016. — 480 с. — ISBN 978-5-699-87257-2.
- Сергейцев Т., Куликов Д. Мировой кризис. Восток и запад в новом веке. — Эксмо, 2017. — 496 с. — ISBN 978-5-699-96698-1.
- Сергейцев Т., Куликов Д., Мостовой П. Идеология русской государственности. Континент Россия. — СПб.: Питер, 2020. — 688 с. — ISBN 978-5-00116-518-7.